# Lavandula cavanillesii
Lavandula cavanillesii là một loài thực vật có hoa trong họ Hoa môi. Loài này được D.Guillot & Rosselló mô tả khoa học đầu tiên năm 2004.